# Regne dels Djaaliyyun
El regne dels Djaaliyyun fou un Regne (entitat política) entre l'Atbara i el Nil, amb centre a Xendi (Sudan). És esmentat sota el nom de regne d'Al Gal pel viatger jueu David Reubeni el 1523. Durant l'hegemonia dels funj del Sennar, el regne es va fer vassall dels abdallàbides, el senyor dels quals, (titulat Wad Adjib), era el sobirà de les tribus àrabs vassalles del sultà funj de Sennar.
Al segle xvii foren governats per un cap (makk, plural mukuk) del clan Sadab dels djaaliyyun, que residia a Shandi a la dreta del Nil. El 1772 quan hi va passar Bruce estaven governats per una princesa abdallàbida viuda del makk; el darrer cap fou Nimr Muhammad, que gaudia de gran poder, per damunt del regne dels abdallàbides, que estaven en decadència. Burckhardt va estar al país el 1814, i Shandi era llavors un centre comercial del Sudan oriental. El 28 de març de 1821 el makk Nimr es va sotmetre al serasker Ismail Kamil Pasha, que fou rebut a la capital per Nimr el 1822.
Un conflicte sobre el preu dels esclaus va provocar l'assassinat d'Ismail Kamil i la revolta del djaaliyyun i altres tribus de més al sud; els rebels foren derrotats pel defterdar Mehmed Khusrew Bey serasker de Kordofan, i Shandi fou assolada; la vila veïna d'al-Matamma, a l'altre costat del riu, la va substituir. Els djaaliyyun es van beneficiar de l'ocupació i els seus petits comerciants (djallaba) es van estendre a diverses parts del Sudan, afavorint el comerç d'esclaus. Gordon, governador del Sudan, va prendre mesures contra ells el 1879, i llavors van donar suport a Muhàmmad Àhmad, però després el seu successor Abdullahi, va donar preferència als Bakkara; quan Lord Kitchener va avançar cap a Omdurman, el cap djaaliyyun d'al-Matatma, Abd Allah Sad al-Djaali va trair a Abdullahi i va refusar evacuar la ciutat tal com se li ordenava, i va demanar ajut als britànics, però al no rebre suport la ciutat fou ocupada per forces mahdistes i Abd Allah Sad va morir a la lluita l'1 de juliol de 1897.
Poc després els britànics van dominar el Sudan i els djaaliyyun, com a bons comerciants, van aprofitar la situació per expandir el seu comerç.